# Afroeubria monodi
Afroeubria monodi is een keversoort uit de familie keikevers (Psephenidae). De wetenschappelijke naam van de soort werd in 1961 gepubliceerd door André Villiers.